# Здание Президиума РАН
Зда́ние Прези́диума РАН (неофициальное название — «Золотые мозги») — комплекс сооружений на Юго-Западе Москвы, являющийся местопребыванием Президиума Российской академии наук (РАН). Кроме Президиума РАН, в здании располагается ряд научных организаций, в том числе Российский фонд фундаментальных исследований.

## История строительства

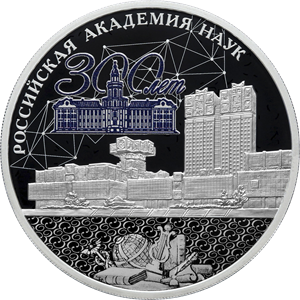
Юбилейная серебряная монета в честь 300-летия РАН (2024 год)

Сооружение комплекса административных зданий на Ленинском проспекте в Москве, в котором в настоящее время размещается Президиум Российской академии наук, велось с 1970-х до середины 1990-х годов. Новое здание строилось для администрации Академии наук СССР, размещавшейся в здании Александринского дворца после переезда из C-Петербурга в 1934 году.
В 1965 году для разработки проекта нового здания была создана рабочая группа Президиума АН СССР в составе: вице-президент АН СССР академик М. Д. Миллионщиков (председатель), академик Н. М. Сисакян, академик В. А. Котельников, директор Всесоюзного государственного института по проектированию научно-исследовательских институтов, лабораторий и научных центров Академии наук СССР и академий наук союзных республик (ГИПРОНИИ АН СССР) Б. А. Савельев, заместитель директора — главный архитектор ГИПРОНИИ АН СССР Ю. П. Платонов. Через год была учреждена Комиссия АН СССР по работе над заданием по проектированию нового здания Президиума Академии наук СССР во главе с академиком М. Д. Миллионщиковым, в которую вошли академики: Л. А. Арцимович, А. П. Виноградов, П. Л. Капица, В. А. Котельников, Б. П. Константинов, Н. Н. Семёнов, от ГИПРОНИИ АН СССР — Б. А. Савельев, Ю. П. Платонов, начальник Центрального управления капитального строительства АН СССР — уполномоченный Президиума АН СССР по строительству К. Н. Чернопятов, а также начальники ряда других управлений аппарата Президиума АН СССР.
В 1971 году в структуре аппарата Президиума АН СССР была образована Дирекция строительства здания Президиума Академии наук СССР.
Проектирование здания было поручено ГИПРОНИИ АН СССР. В авторский коллектив под руководством Ю. П. Платонова вошли архитекторы А. А. Батырева, Л. А. Барщ, С. А. Захаров, А. И. Звездин, возглавивший специально созданную для этого проектную мастерскую № 5 ГИПРОНИИ АН СССР, А. А. Левенштейн — главный конструктор проекта, заместитель директора — главный конструктор ГИПРОНИИ АН СССР и В. С. Коновалов — главный инженер проекта (ГИП) .
Строительство, начатое в 1973 году, затянулось до 1990 года. Сложный, отвечающий последним мировым тенденциям и технологиям того времени, новаторский и поэтому, дорогостоящий проект был трудноосуществим в условиях эмбарго, наложенного на СССР и нехватки валютного финансирования. Вторая очередь комплекса была введена в эксплуатацию в 1997 году.

## Архитектурные особенности
Проект комплекса сооружений с центральными башнями высотой 120 метров родился в конце 60-х годов. Его масштаб и яркий архитектурный замысел авторов олицетворял вышедший на новый мировой уровень научно-технический прогресс и сразу отнёс здание в ряд уникальных зданий. Его современником можно считать Центр Жоржа Помпиду в Париже. Сегодня здание Президиума Академии наук представляет памятник эпохи советского модернизма. В основании сооружения лежит стилобат с подземными парковками и техническими этажами. Периметр парадных помещений и конференц-залов образует каре и внутренний атриум, защищенный от ветров Москва-реки. Высотная часть была спроектирована для работы ученых и предназначена для офисов. При этом резиденцией президента РАН остался Александринский дворец, в котором также находятся кабинеты вице-президентов РАН главного учёного секретаря Президиума РАН.
Золотое венчание здания вызывает много домыслов. Сложная пространственная конструкция получила в народе прозвище «золотые мозги». Внутри конструкции расположены системы, обеспечивающие работу здания. Зеркальные стёкла с микронным внутренним золотым напылением преломляют и отражают свет даже в пасмурную погоду и создают эффект сияния.
Часы долгое время не работали по причине отсутствия в их механизме электронных деталей. В 2017 году все четыре циферблата часов были запущены. «Малый колокол» часов бьёт каждую четверть часа (один, два, три и четыре раза соответственно), «большой колокол» отбивает каждый ровный час.
Во внутреннем дворе на стенах галерей установлены аллегорические фигуры (скульптор Г. В. Франгулян).
Фигуры были созданы в 1989-1993 годах по замыслу автора проекта Ю.П. Платонова. Георгий Франгулян разработал скульптурную композицию  «Аллегории пространства и времени», включающую в себя 8 бронзовых фигур: «Земля», «Воздух», «Вода», Огонь» и «Утро», «День», «Вечер», «Ночь». Фигуры высотой от 5 до 7 метров расположены на балконах внутреннего атриума здания.
В малоэтажной части комплекса размещаются концертный зал вместимостью 1,5 тысячи посадочных мест, зимний сад и внутренний двор со стеклянной галереей, ведущей к лифтовому холлу высотной части. В высотных зданиях расположены административные помещения, а на верхнем этаже — смотровая площадка и ресторан. Отсутствие расположенных поблизости высотных зданий делает комплекс единственной архитектурной доминантой юго-западной части Москвы и одним из акцентов Воробьёвых гор.

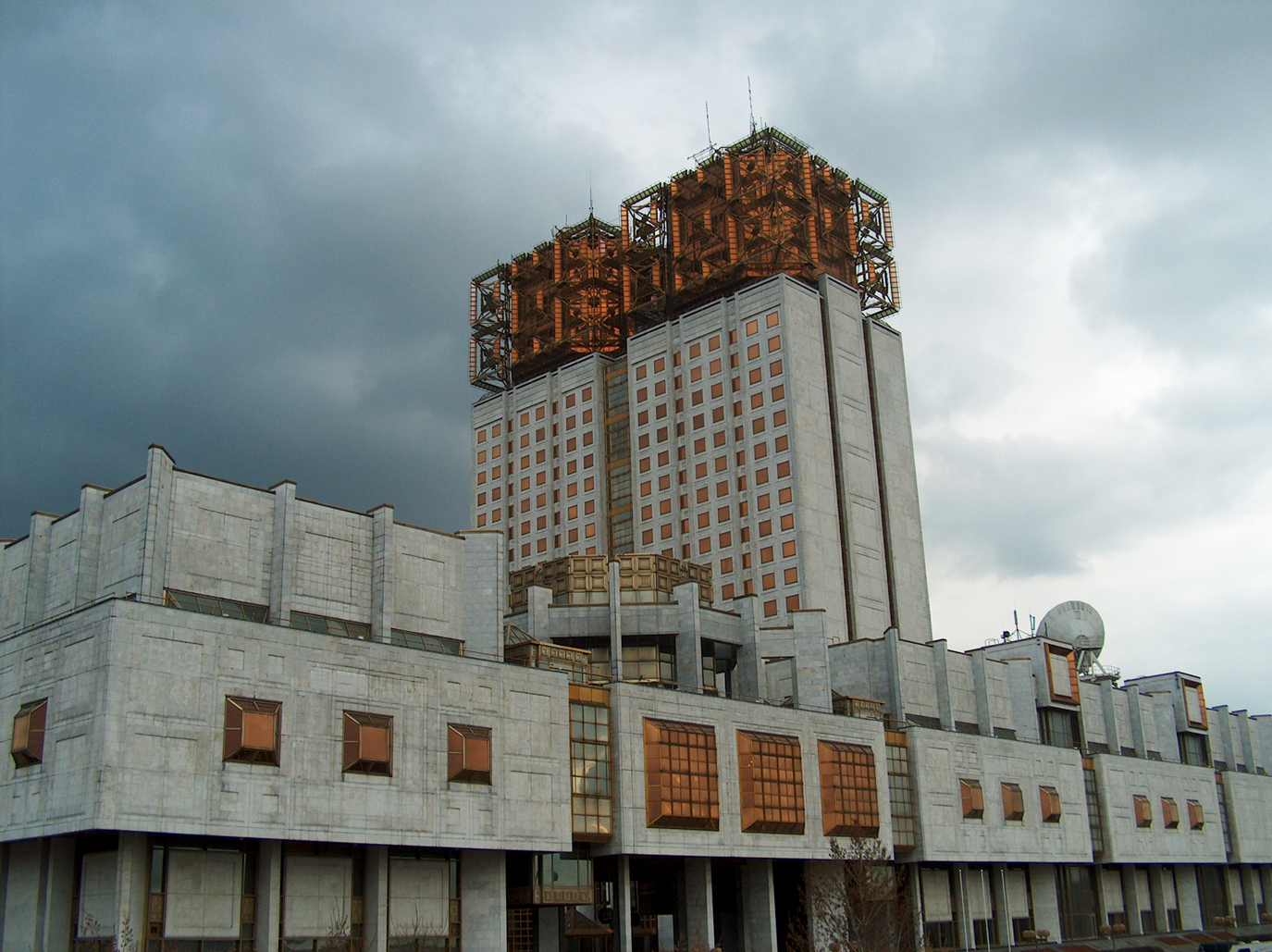
здание Президиума РАН
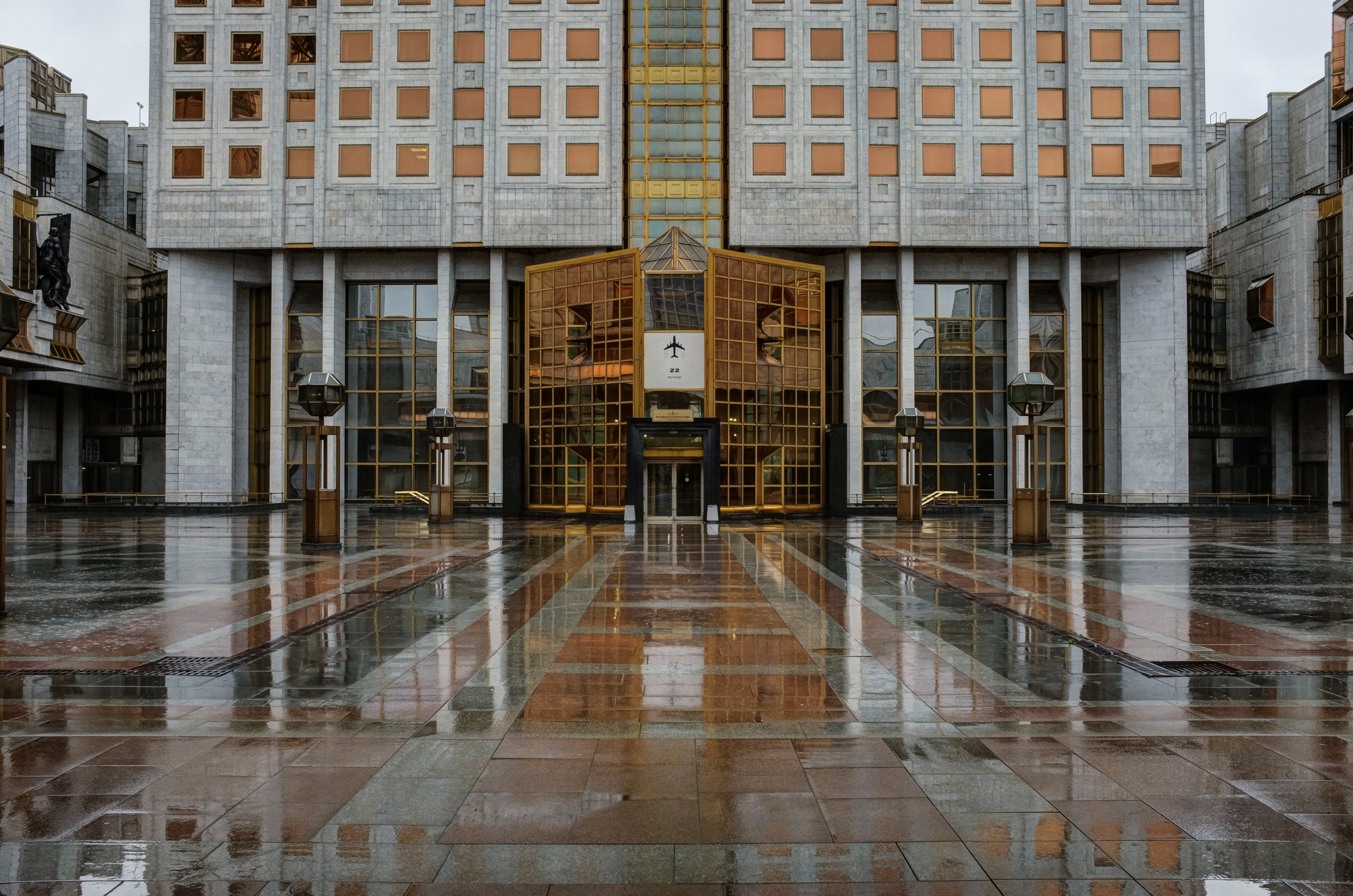
Центральный вход
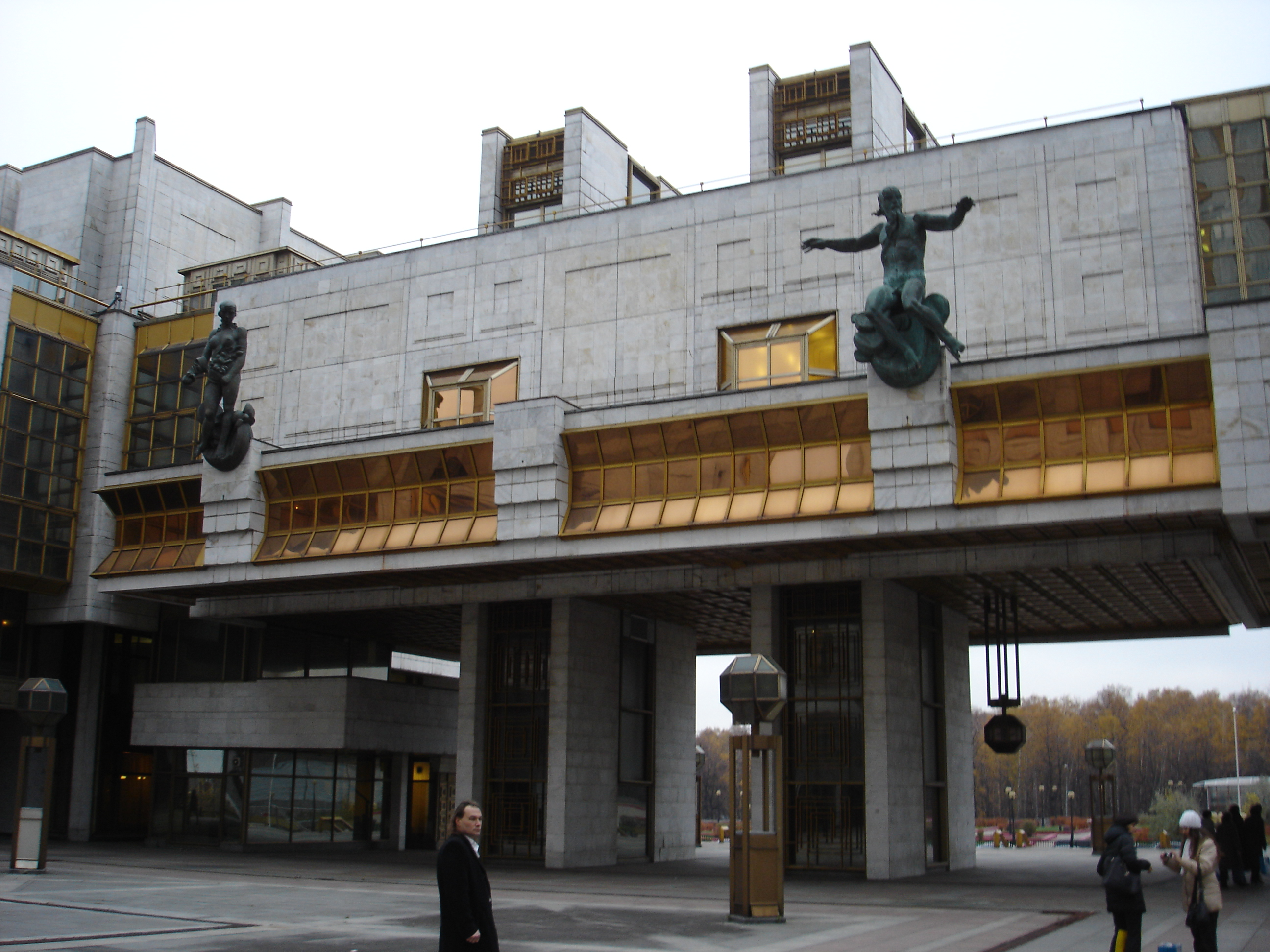
Скульптурная композиция
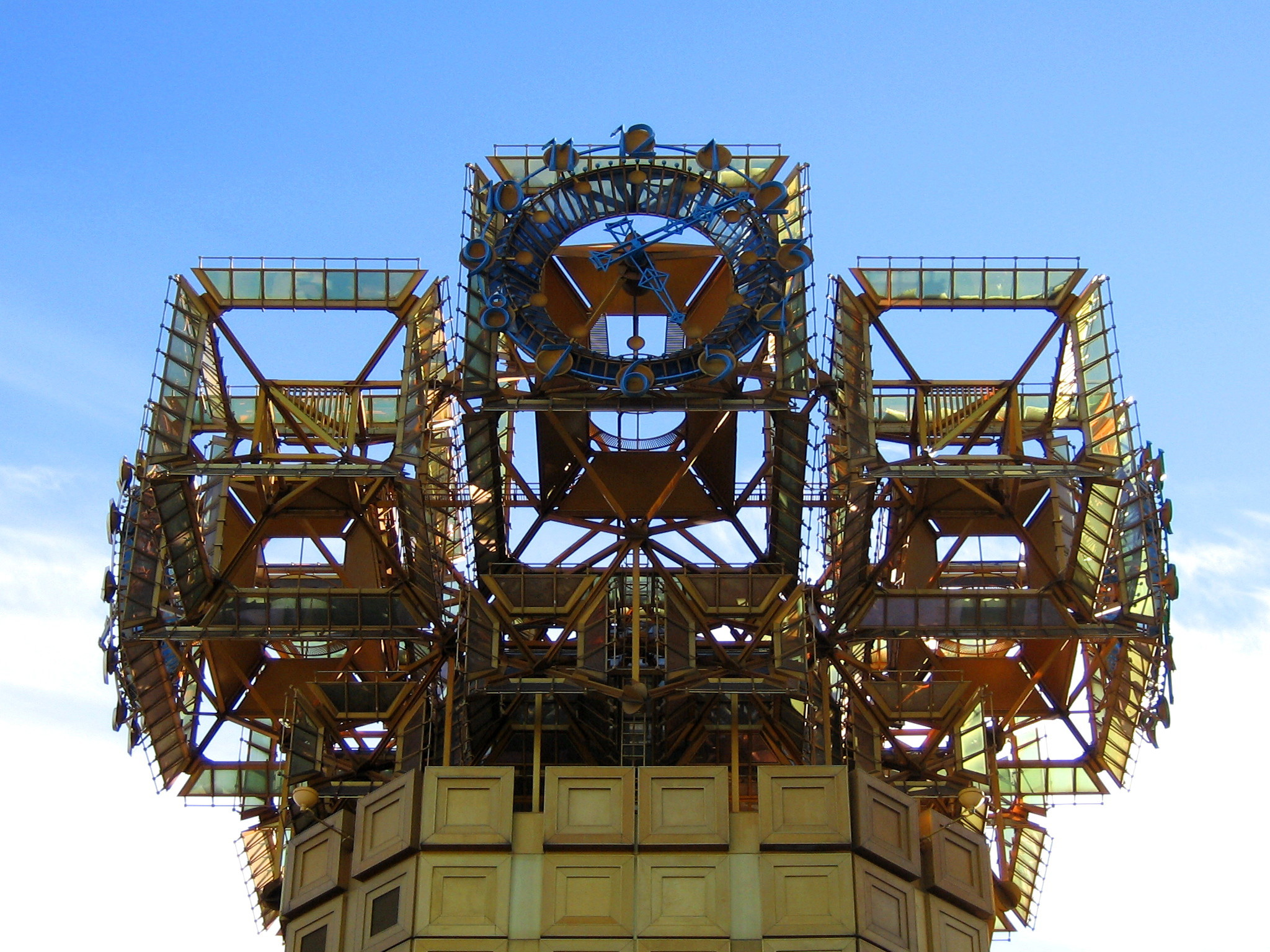
Часы на здании Президиума РАН

## Юридические коллизии
Осенью 2013 года, в результате проверки, проведённой Росимуществом в рамках реорганизации российских государственных академий наук, было обнаружено, что в реестре федерального имущества отсутствует запись о праве собственности академии на это здание. Летом 2013 года РАН попыталась оформить права на здание, но местное управление Росреестра и департамент земельных ресурсов Москвы отказали академии под предлогом того, что не были предоставлены документы, подтверждающие возникновение права собственности.